# Tiandong
Tiandong léase Tián-Dong (en chino, 田东县; pinyin, Tiándōng xiàn; literalmente, ‘la tierra del oriente’) es un condado bajo la administración directa de la Prefectura Baise en la Región autónoma de Guangxi, República Popular China. Su área es de 2810 km² y su población total para 2020 superó los 350 mil habitantes.

## Administración
El condado de Tiandong se divide en 10 pueblos que se administran en 9 poblados y 1 villa étnica. 